# Malarz Castellani
Malarz Castellani – etruski malarz naczyń, działający w końcu VII wieku p.n.e. w ramach ośrodka ceramicznego tzw. grupy polichromowanej (zespołu Castellani). Pracował zapewne w Wejach lub (co mniej prawdopodobne) w Caere.
Był zapewne głównym przedstawicielem zespołu Castellani, a pseudonim dla niego przyjęto od jego olpe, pozostającego w zbiorach Museo Nazionale di Villa Giulia. Pozostawał również jednym z pionierów techniki polichromowanej w etrusko-korynckim malarstwie wazowym. Jest stosunkowo dobrze rozpoznany. Jego dzieła charakteryzuje pewna zbieżność z korynckimi wazami późnego okresu przejściowego. Wiele form czerpał z naczyń wczesnokorynckich. Nie był artystą wybitnym (jak np. Malarz Pętelek lub Malarz z Pescia Romana) lecz raczej skromnym dekoratorem. Motywy zaczerpnięte z zewnątrz chętnie łączył z tradycjami lokalnymi. Jego sztuka była eklektyczna, a niektórzy badacze nazywają ją nawet ludową lub chłopską, mocno nieanatomiczną i wręcz barbarzyńską. Ciała zwierząt były u niego pretekstem i polem do wprawek kaligraficznych i ćwiczeń ornamentalnych. Nie naśladował natury, a obserwował ją i przetwarzał w zgodzie ze swoimi upodobaniami. Dostarczał masowy produkt o słabym, naśladującym sztukę wysoką, warsztacie na duży lokalny rynek potentatów finansowych i ludzi zamożniejszych.